# Schönberg (Bassa Baviera)
Schönberg è un comune tedesco di 3 881 abitanti, situato nel land della Baviera.